# Thomas G:son
Thomas Gustafsson, plus simplement appelé Thomas G:son, né le 25 février 1968 à Skövde, est un auteur-compositeur suédois.

## Biographie
Depuis 1998, il travaille comme compositeur pour la compagnie G:songs. 
En plus de l'écriture et la composition de chansons pour la vie, il joue de la guitare dans un groupe de hard rock. 
Thomas G:son est surtout connu pour les 58 chansons qu'il a écrit pour les finales nationales de huit pays différents pour le Concours Eurovision de la chanson comme l'Espagne, Le Danemark, la Suède, la Norvège, la Finlande, la Belgique... 
Au concours 2012, deux des chansons sont en partie composées par lui : celle de l'Espagne, Quédate conmigo, interprétée par Pastora Soler et classée 10ème en finale, et celle de la Suède, Euphoria, interprétée par Loreen et largement gagnante.